# Proscotolemon
Proscotolemon is een geslacht van hooiwagens uit de familie Petrobunidae. Het is door Aharon et al. (2019) naar deze familie verplaatst, het was eerder in Phalangodidae geplaatst. De wetenschappelijke naam Proscotolemon is voor het eerst geldig gepubliceerd door Roewer in 1916. 

## Soorten
Proscotolemon is monotypisch en omvat slechts de volgende soort:
- Proscotolemon sauteri